# Габукай
Габукай — аул в Теучежском районе Республики Адыгея России. Административный центр Габукайского сельского поселения.

## География
Аул находится на левом берегу реки Пшиш, напротив станицы Рязанская, на региональной автотрассе Адыгейск — Бжедугхабль.

## История
Основан в 1842 году. 15 июля 1940 года аул Габукаевское переименован в Теучежхабль. В 1990-х годах аулу было возвращено первоначальное название.

## Население
| 1926  | 2002  | 2010  | 2013  | 2014  | 2015  | 2016  |
| ----- | ----- | ----- | ----- | ----- | ----- | ----- |
| 1497  | ↗2004 | ↘1878 | ↘1855 | ↘1848 | ↘1838 | ↘1826 |
| 2017  | 2018  | 2019  | 2020  | 2021  | 2023  | 2024  |
| →1826 | ↘1811 | ↘1805 | ↘1773 | ↗1808 | ↘1783 | ↘1777 |

### Национальный состав
По данным Всероссийской переписи 2021 года:
| Народ               | Численность, чел. | Доля от всего населения, % |
| ------------------- | ----------------- | -------------------------- |
| адыги (черкесы)     | 1 710             | 94,57 %                    |
| русские             | 28                | 1,54 %                     |
| другие / не указано | 70                | 3,87 %                     |
| всего               | 1 808             | 100,0 %                    |

## Улицы
| - ул. А. Хуажева, - ул. Д. Нехая, - пер. Дружбы, - ул. Ленина, | - ул. Лермонтова, - ул. Мира, - ул. Пшишская, - ул. Хакурате, | - ул. Хаткова, - ул. Ц. Теучежа, - ул. Школьная, - ул. Шовгенова. |

## Известные уроженцы
- Теучеж, Нух Цугович (1904—1963) — советский государственный и политический деятель.
- Теучеж, Цуг (1855—1940) — советский адыгейский поэт.
- Кат, Теучеж Мадинович (род. 1945) — народный художник РФ (2007).